# Ernst Meyer (botaniker)
Ernst Heinrich Friedrich Meyer, född den 1 januari 1791 i Hannover, död den 7 augusti 1858 i Königsberg, var en tysk botanist.Auktorsnamnet E.Mey. kan användas för Ernst Meyer (botaniker) i samband med ett vetenskapligt namn inom botaniken; se Wikipediaartiklar som länkar till auktorsnamnet.
Meyer blev, efter att ha varit privatdocent i Göttingen, 1826 extra ordinarie och 1829 ordinarie professor i botanik och föreståndare för botaniska trädgården i Königsberg. Meyer var, skriver Carl Lindman i Nordisk Familjebok, "en lärd och i flera riktningar verksam botanist, förnämligast i deskriptiv och historisk riktning, men splittrade för mycket sina krafter". 
Utom många skrifter över Juncaceæ kan av hans mer omfångsrika verk nämnas De plantis labradoricis libri tres (1830), Commentarii de plantis Africæ australis (1835–1837, vari de av forskningsresanden Drège under 8 år samlade växterna publiceras) samt Geschichte der Botanik, (1–4, omfattande gamla tiden och medeltiden, 1854–1857). 
Meyer var en av de första botanister, som intog en välvillig och aktiv ståndpunkt till Goethes metamorfoslära i boken Versuch die Metamorphose der Pflanzen zu erklären. Genom ett par avhandlingar i "Linnæa" 1836 och 1837 framdrog han ur glömskan Albertus Magnus arbete De vegetabilibus et plantis libri septem (från 1200-talet, känt i tryck sedan 1517, omtalat som "det enda botaniska verket från Theophrastus till Cæsalpinus").